# Sundsvallsposten
Sundsvallsposten var en moderat dagstidning som gavs ut i Sundsvall. Den grundades 1853 under namnet Dilletanten. Veckoblad för Sundsvalls stad. 1859 fick tidningen namnet Sundsvallsposten. Tidningen var under många år stadens största. 1875 hade Sundsvallsposten en upplaga på 520 exemplar, och 1883 hade upplagan växt till 1 060, att jämföras med Sundsvalls Tidnings upplagor vid samma årtal på 164 respektive 400. Under 1900-talet hade dock Sundsvallsposten vikande upplagesiffror, och redan i början av seklet gick Sundsvalls Tidning om i storlek. 1896 blev tidningen daglig och den lades ned 1962.
Sundsvallsposten gavs från 1859 ut som veckotidning. 1866 började den komma ut två gånger i veckan. 1871 till 1886 gavs den ut tre gånger i veckan och från 1886 fyra gånger innan den 1896 blev en dagstidning. 
Sundsvallsposten hade till en början sina lokaler i en byggnad på Storgatan, mellan Gustav Adolfs Kyrka och Selångersån. Efter den stora sundsvallsbranden 1888, då byggnaden brann ned, inrymdes tidningen i tillfälliga lokaler i Byggnadsförbundets hus på Södra Järnvägsgatan. Efterfrågan på nyhetsrapportering var stor efter stadsbranden, och faktum är att Sundsvallsposten utkom med sitt första nummer redan i slutet av samma vecka som branden. Året därpå förvärvades en tomt i kvarteret Vesta i korsningen Bankgatan/Rådhusgatan där man hade för avsikt att uppföra ett nytt och tidsenligt hus. Det nya huset, som kom att kallas Tryckeribolagets hus, kunde invigas den 30 november 1891. 